# Семиківська сільська рада
Семи́ківська сільська́ ра́да — адміністративно-територіальна одиниця та орган місцевого самоврядування в Теребовлянському районі Тернопільської області (до 2015 року). Адміністративний центр — село Семиківці.

## Загальні відомості
- Семиківська сільська рада утворена в 1939 році.
- Територія ради: 2,477 км²
- Населення ради: 336 осіб (станом на 2001 рік)
- Територією ради протікає річка Стрипа.

## Населені пункти
Сільській раді підпорядковані населені пункти:
- с. Семиківці
- с. Підруда

## Склад ради
Рада складається з 14 депутатів та голови.
- Голова ради: Вальчишин Дмитро Миронович
- Секретар ради: Палка Оксана Станславівна

### Керівний склад попередніх скликань
| Прізвище, ім'я, по батькові | Основні відомості                                                 | Дата обрання | Дата звільнення |
| --------------------------- | ----------------------------------------------------------------- | ------------ | --------------- |
| Вальчишин Дмитро Миронорвич | Сільський голова, 1962 року народження, безпартійний              | 26.03.2006   | 31.10.2010      |
| Вальчишин Дмитро Миронович  | Сільський голова, 1962 року народження, освіта вища, безпартійний | 31.10.2010   |                 |

Примітка: таблиця складена за даними сайту Верховної Ради України

### Депутати
За результатами місцевих виборів 2010 року депутатами ради стали:

#### За суб'єктами висування
| Суб'єкт висування | Кількість обраних депутатів | %   |
| ----------------- | --------------------------- | --- |
| Самовисування     | 14                          | 100 |

#### За округами
| № округу | Прізвище, ім'я, по батькові        | Дата визнання обраним | Освіта             | Партійна приналежність | Відомості про обраного депутата            |
| -------- | ---------------------------------- | --------------------- | ------------------ | ---------------------- | ------------------------------------------ |
| 1        | Пасічник Надія Михайлівна          | 01.11.2010            | середня            | позапартійна           | Семиківська сільська рада, тех.працівник   |
| 2        | Романишин Володимир Степанович     | 01.11.2010            | середня            | позапартійний          | студент                                    |
| 3        | Бистрянський Михайло Володимирович | 01.11.2010            | середня спеціальна | позапартійний          | тимчасово не працює                        |
| 4        | Палка Оксана Станіславівна         | 01.11.2010            | вища               | позапартійна           | Семиківська сільська рада, секретар        |
| 5        | Кожан Іван Миколайович             | 01.11.2010            | вища               | позапартійний          | тимчасово не працює                        |
| 6        | Данилишин Михайло Іванович         | 01.11.2010            | середня            | позапартійний          | студент                                    |
| 7        | Рудик Галина Михайлівна            | 01.11.2010            | вища               | позапартійна           | Семиківська сільська рада, бухгалтер       |
| 8        | Романишин Галина Олегівна          | 01.11.2010            | вища               | позапартійна           | Семиківська сільська рада, земле-впорядник |
| 9        | Рудик Григорій Іванович            | 01.11.2010            | середня спеціальна | позапартійний          | тимчасово не працює                        |
| 10       | Петрик Михайло Станіславович       | 01.11.2010            | середня спеціальна | позапартійний          | тимчасово не працює                        |
| 11       | Замлинська Любов Михайлівна        | 01.11.2010            | незакінчена вища   | позапартійна           | Маловодівська сільська рада, бухгалтер     |
| 12       | Вальчишин Мирон Дмитрович          | 01.11.2010            | середня спеціальна | позапартійний          | Будинок культури с. Семиківці, завідувач   |
| 13       | Федаш Михайло Васильович           | 01.11.2010            | середня спеціальна | позапартійний          | тимчасово не працює                        |
| 14       | Сікач Богдан Ярославович           | 01.11.2010            | середня            | позапартійний          | студент                                    |